# Pimiento del piquillo

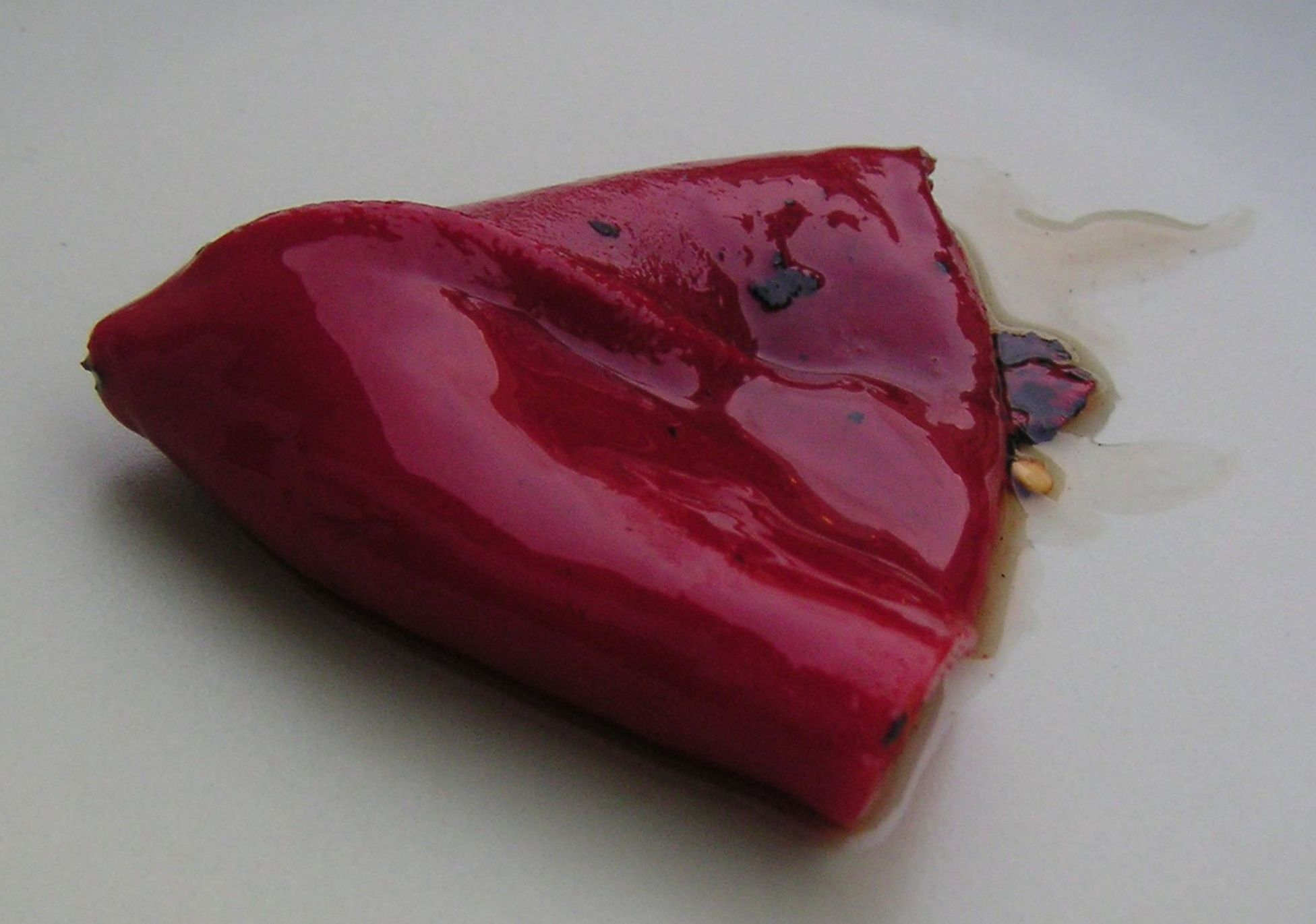
Pimiento del piquillo.

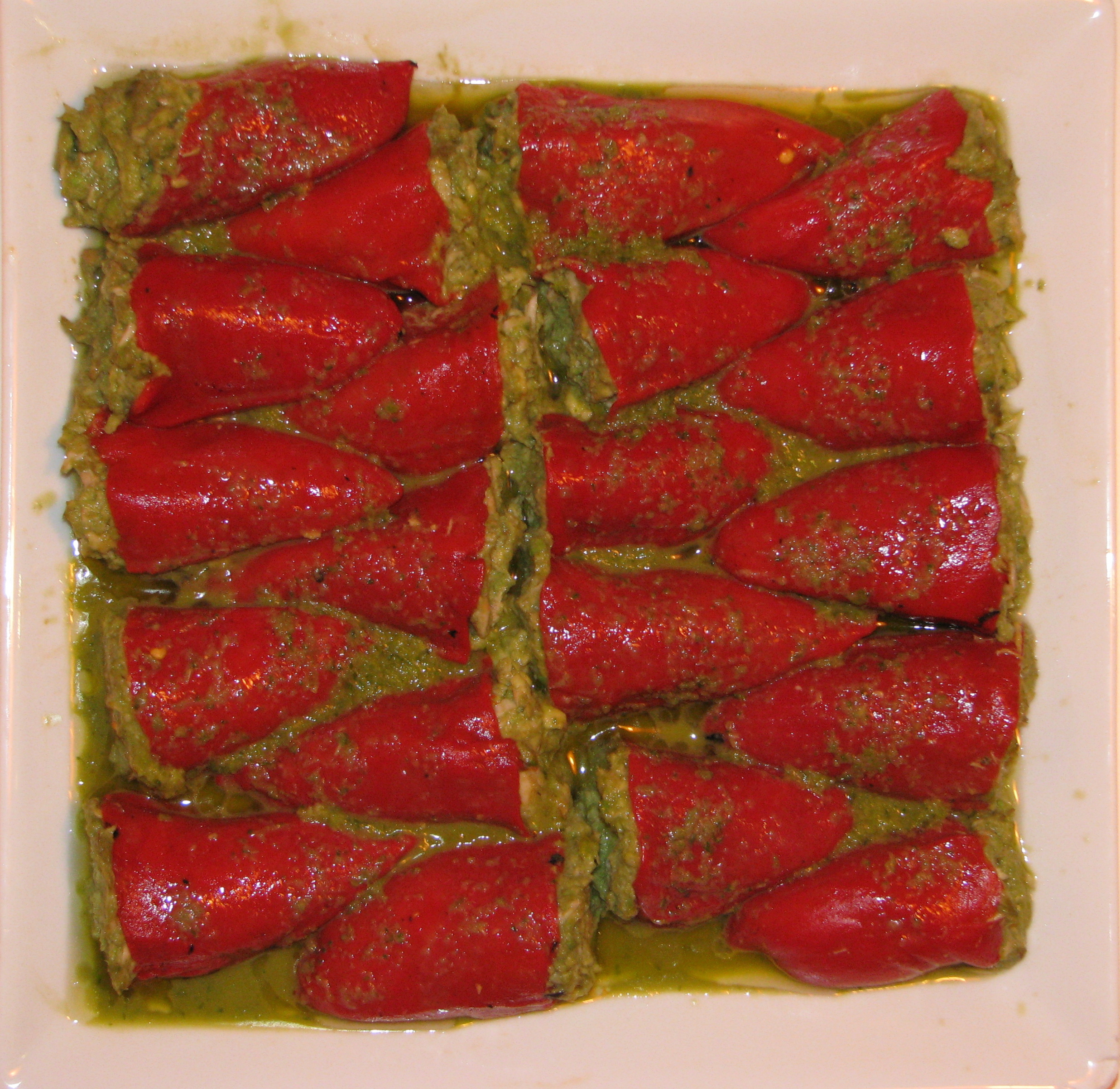
Pimientos del piquillo rellenos con bonito.

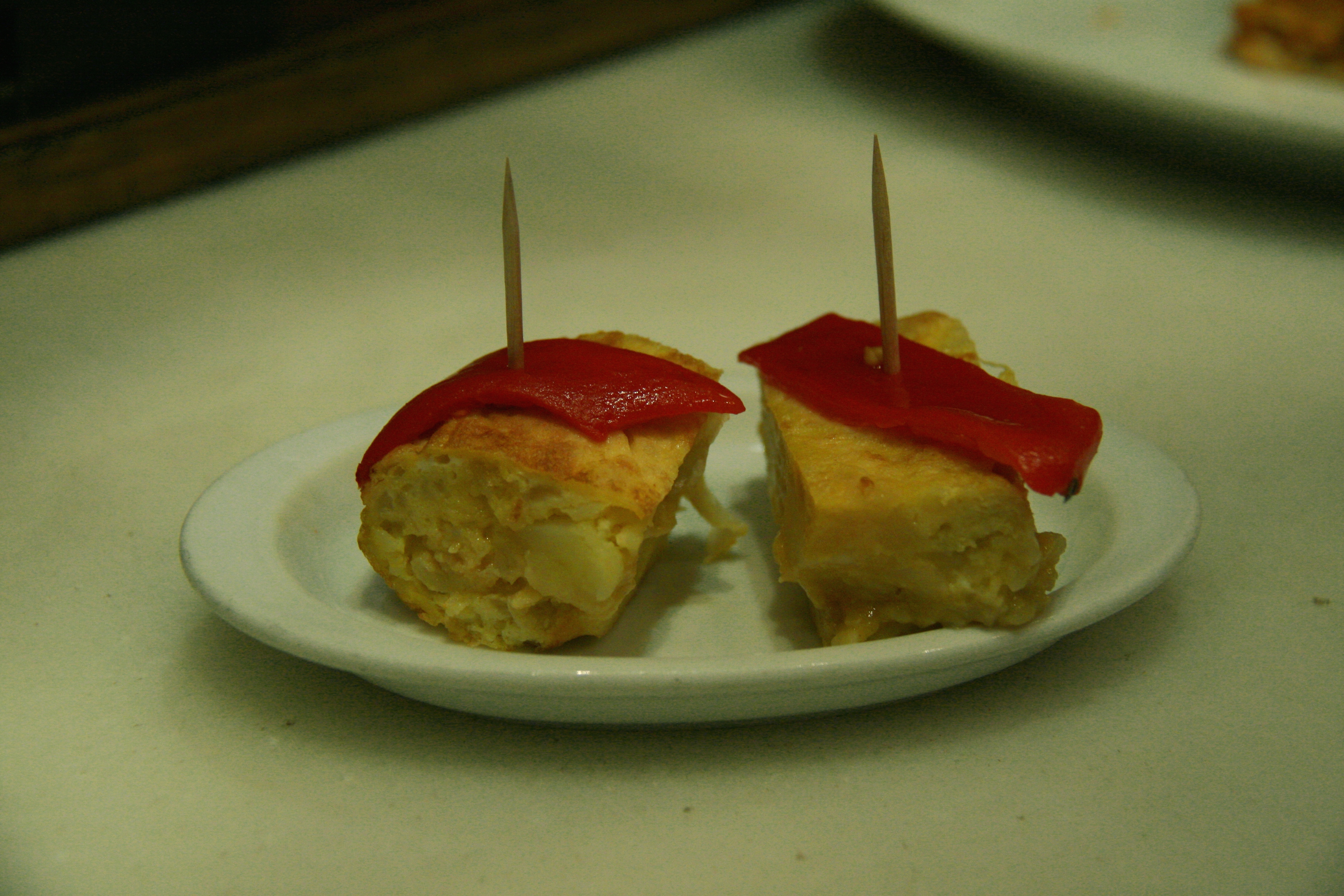
A veces se emplean como decoración de pinchos.

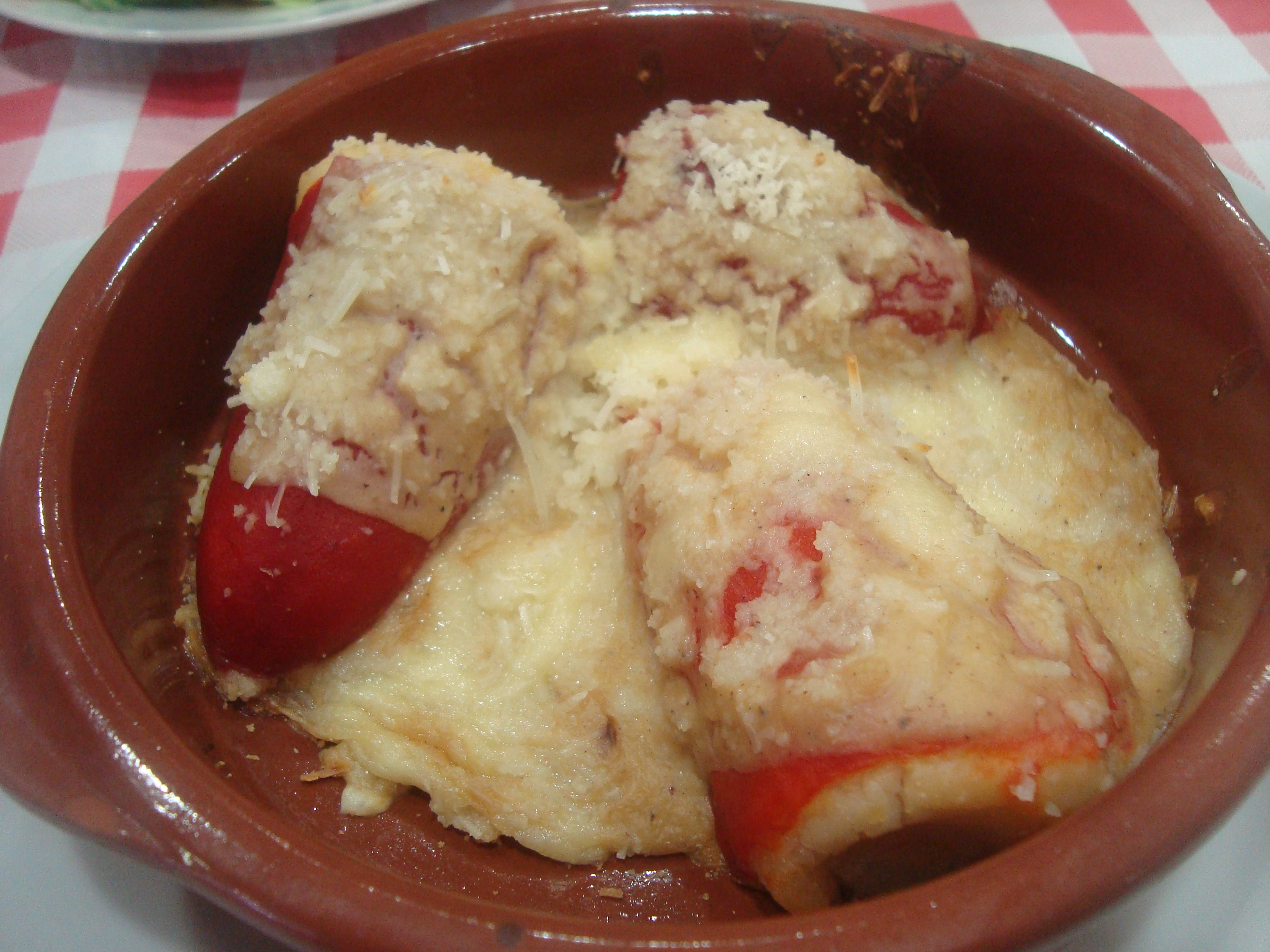
Cazuelita de pimientos del piquillo rellenos de patata.

El pimiento del piquillo o pimiento de piquillo es una variedad de pimiento originaria y de la Comunidad Foral de Navarra (España). Su producción está centrada en torno a la localidad de Lodosa, de donde toma su nombre la denominación de origen protegida Piquillo de Lodosa, si bien esta abarca también a otros municipios de la Ribera estellesa como Andosilla, Azagra, Cárcar, Lerín, Mendavia, San Adrián y Sartaguda. Esta variedad también se cultiva, aunque más residualmente, en otras zonas colindantes de la Ribera navarra.

## Características
La forma es triangular, no muy grande, alrededor de 7 cm de largo, no demasiado carnoso, piel dura y un color rojo encendido. Se admiten listas verdes a lo largo de su carne que se denominan "entreverados" y que, paradójicamente, gustan más a los propios productores para su uso que a los foráneos.
Lo más particular de este producto es la forma de preparación para el envasado en latas. El proceso consiste en asarlos, o bien en una superficie de carbón vegetal o mediante gas a través de bombos giratorios en los que en el proceso nunca deben entrar en contacto con el agua, pues perderían el aroma y el sabor.
Su producción en Navarra le confiere además unas características únicas, distintas a otros piquillos cultivados en otras partes del mundo, como son su dulzor, propiciado por la climatología suave, o el mantenimiento de los aceites esenciales al pelarlos a mano.

## Historia
La planta es originaria del continente americano, específicamente de Mesoamérica. El capsicum annuum  (pimiento) es una planta de la familia de las solanáceas, que en el siglo XVI empezó a introducirse en España después del descubrimiento de América y fue el propio Cristóbal Colón el que lo llevó a España por primera vez, como consta en una carta escrita por Pedro de Angleria fechada en septiembre de 1493. Esto convierte así al pimiento en una de las primeras plantas introducidas en Europa procedentes del Nuevo Continente. Con el pasar de los años se desarrollaron distintas variedades de pimientos en Europa, uno de ellos siendo el piquillo en Navarra; por lo que se atribuye su origen en dicho lugar, siendo hoy en día uno de los productos faro de su gastronomía.
La primera mención que existe del pimiento del piquillo es en el Practicón o Tratado completo de cocina al alcance de todos y su aprovechamiento de sobras de Ángel Muro (1894), donde el gastrónomo resaltaba la calidad de la producción en Lodosa. En aquel entonces, los pimientos eran tradicionalmente cultivados y asados por los mismos agricultores, bien para consumo propio o para venderlos. Con el paso del tiempo, la necesidad de conservarlos mejor dio lugar al embotellamiento actual, que permitiría su fama internacional.
A finales del siglo XX, con el alza de los costes de producción, se llevaron a lugares como Perú semillas de esta y otras variedades de verduras navarras, con el fin de producirlos en masa y a un menor coste. A principios del siglo XXI, por el mismo argumento, parte de esa producción fue trasladada a otras regiones más baratas como China o el Cuerno de África. En 2019, la mayor parte de la producción mundial del pimiento del piquillo se encontraba fuera de Navarra, si bien aquellos con denominación de origen protegida siguen produciéndose íntegramente en 8 municipios de la Ribera navarra, centrados en torno a Lodosa.

## Preparaciones
Se suelen preparar rellenos, a la sartén (calentados en sartén con un poco de azúcar, un poco de vinagre, sal y aceite hasta que la salsa que sueltan espese y caramelicen) o también en crudo (con un poco de aceite de oliva virgen, sal y ajos laminados finamente). Se suelen acompañar con carne o con tortilla de patatas y pescados azules. Su preparación en forma de rellenos es muy popular debido a las características resistentes de su carne (ya que se presentan pelados por ser la piel dura) que permite emplear cualquier relleno, puede estar cubierta de diversas variantes, como puede ser morcilla con arroz, de bacalao, etc.